# サブスクリプション
サブスクリプション（英語: subscription）は、月単位または年単位で定期的に料金を支払い利用するコンテンツやサービスのこと。ビジネスモデルの1つ。。
後述の通りカタカナ語としては新しいが、同一の概念としてはなどは存在していた。本稿ではカタカナ語としてのサブスクリプションを説明する。

## 背景
「サブスクリプション」の名称としては新しい用語であるが、月極駐車場、月謝、賃貸住宅や新聞の定期購読といった定額制サービスは従来から存在していたし、「定額で一定期間使い放題」という仕組みそのものは古くから存在する。
ソフトウェアの販売形式は、購入したエンドユーザーが永続的に使用できる「買い取り形式」が多い。ただし、ソフトウェアのバージョンアップやサポートに追加料金を支払うこともある。サブスクリプション形式は期間内のバージョンアップには追加料金が不要となる。エンドユーザーからすると、ソフトウェアを使用するための全ての費用がランニングコストに含まれており、イニシャルコストが不要な料金形態であるともいえる。2013年にアドビシステムズ（現：アドビ）はそれまで同社の主力製品であったパッケージソフトからサブスクリプションへの販売転換を発表した。2015年には2014年比で22%アップ、通年の売上が記録更新の額となるなど、サブスクリプションへの転換の成功例といえる。
ソフトウェアのみならず、新規出店と新規顧客の獲得を繰り返す従来型ビジネスモデルに業績拡大の限界を感じる業態（飲食、自動車、ファッション、化粧品、旅行業など）においても、サブスクリプションへの転換が計画されている。
サブスクリプションエコノミー専門家のマーク・ヘラーは、2019年のインタビューで音楽・新聞・自動車などの業界でサブスクリプションが普及していることを例に挙げ「消費者は製品を所有することより、サービスにいつでもアクセスできる自由をますます重視するようになった」と指摘している。
ザ・ハリス・ポールが世界12か国で実施した消費者調査によると、調査対象者の57％が「所有するものを減らしたい」と回答し、68％が「人のステータスはもはや所有物によって定義されないと思う」と回答した。
その後、コンピュータ用ソフトウェアの年間契約使用料などに導入され、電子書籍の読み放題サービス、音楽配信・動画配信サービス・ストリーミング再生などの支払い方法にもサブスクリプションが導入された。携帯電話やスマートフォンの有料アプリの支払い方法にも導入されている。また、新たなサブスクリプションサービスとしてタイヤ、エアコンや家具、服やおむつなどの必需品や、花や酒類などの嗜好品も開始されており、旅行やガイド、芸能人など人に関するサブスク、タクシー、電車、飛行機などの移動手段にもサービスが拡大しており、不動産や住宅までにも利用が広がっている。
Amazonプライム、U-NEXT、Hulu、Netflixなどの定額制動画配信サービス（Subscription Video on Demand：SVOD）は、サブスクリプションによる動画配信（ビデオ・オン・デマンド）である。
家庭用ゲーム業界でもソニー陣営のPlayStation Plus、任天堂陣営のNintendo Switch Online、マイクロソフト陣営のXbox Game Passなど、サブスクリプションが始まっている。

## 分類・種類
サブスクリプションは提供方法によって分類できる。
デジタルコンテンツ型
デジタルコンテンツ型は、インターネットを通してコンテンツが提供されるサブスクリプションで、電子書籍・ゲーム・音楽配信・動画配信などのサブスクリプションはデジタルコンテンツ型に該当する。サブスクリプション契約を解約後には、提供されていたコンテンツを利用できなくなるケースが多い。なお、提供されるコンテンツは利用規約にて複製を禁止されているケースがほとんどだ。
レンタル型
レンタル型は、定額料金で一定の物を借りられるサブスクリプションで、自動車・洋服・家具・家電・知育玩具などのサブスクリプションはレンタル型に該当するケースが多い。レンタル型のサブスクリプションは、サービス提供している企業側に物の所有権がある。そのため、一定の期間が終了後またはサブスクリプション契約の解約後には、利用者側は借りた物を返却しなければならない。
ギフト型
ギフト型は、定額料金で一定数の物を購入するサブスクリプションで、花・食品・化粧品などのサブスクリプションはギフト型に該当するケースが多い。ギフト型のサブスクリプションは、使い切りの消耗品が提供されている傾向にあるため、レンタル型のサブスクリプションとは異なり、利用者側に返却の義務はない。
ショップ型
ショップ型は、店を通してサービスが提供されるサブスクリプションで、ホテル・飲食店・ネイル・エステ・美容院などのサブスクリプションはショップ型に該当するケースが多い。ショップ型のサブスクリプションは、他のサブスクリプションとは異なり、自宅にいるだけではサービス提供を受けることができない。サービスを提供する店まで足を運ぶ必要があるため、利用者側は無理なく通える生活圏内にサービスを提供する店があるかを確認する必要がある。

## サブスク
日本語でサブスクリプションの略。語源である英語の「サブスクリプション」（英語: subscription、英語: subscribeの名詞形）には、雑誌の「予約購読」「定期購読」「会費」の意味がある。転じて「有限期間の使用許可」の意味となった。。
2010年代後半から「サブスク」がメディアでも用いられるようになり、提供・企業側のサービス名称にも冠されるようになった。2019年のユーキャン新語・流行語大賞にノミネートされた。
サブスクを用いた用語例
- 新車/中古車サブスク - 新車・中古車に関わらず、車両本体の使用料のみならず、保険料や整備費、消耗品、税金などの各種代金・付帯料を月額料金にまとめた商品。ただし、従来からカーリース契約や長期レンタルなど同種のサービスは存在した。
- 音楽サブスク - Apple Music、Spotifyなどの定額制音楽配信サービスの総称としての用例[33]。従来からUSENなど事業所向け定額料金の配信サービスは存在したが、こちらは主に個人向けのサービスに対して用いられる。
- サブスク解禁 - これまでは版権の都合でサブスクリプションに消極的だったレコード会社やアーティストの楽曲が、定額制音楽配信サービスで配信開始されること[34][35][36]。
- サブスクLIVE - LINE LIVEが提供する、定額でライブハウスからのライブ配信を楽しめるサービス[37]。後述する「サブスクライブ」（subscribe）とは意味が異なるので注意。
- 強制サブスク - NHK受信料に対する批判用語[38]。

## サブスクライブ
サブスクライブ（英語: subscribe）は、日本においては一般的に「定期購買する」「配信を受ける」「会員登録する」などとして用いられ、基本的に意味はサブスクリプションと同じだ。
語源である英語「subscribe」は、「予約・定期購読する」の他、契約書等に「署名・サインする」、また「同意」「承認」「寄付」などの意味を持つ。サブスクリプション（subscription）が名詞、サブスクライブ（subscribe）が動詞形であり、「購読」に当てはめるなら、サブスクリプションが「定期購読」、動詞形サブスクライブが「定期購読する」となる。
サブスクライブの用例
- YouTube - サブスクライブ＝チャンネル登録のこと[39]。
  - サブスクライブカウンター - YouTuberのチャンネル登録者数が確認できるツール[39]。
- steam - サブスクライブ＝MOD（ゲームの改造データ）を追加すること[39]。
- twitch - サブスクライブ＝ゲームライブ配信者等に、スポンサー課金すること[39]。

サブスクライバー
語源である英語「subscribe」に、人を表す「er」を付して、サブスクライバー（subscriber）と呼ぶ。文字どおり「サブスクライブする人」となるが、雑誌などの「購読者」などと訳される。主にビジネス用語において、メールマガジン、ブログ、ニュースレターの購読者を指して用いられる。
アンサブスクライブ
語源である英語「subscribe」に、否定の「un」を付して、アンサブスクライブ（unsubscribe）と呼ぶ。YouTubeやメールマガジン、ニュースレターなどを「購読中止」「登録キャンセル」をすること。
サブスクのライブではない
上述したとおり、サブスクライブはサブスクリプションの動詞形であり、単語そのものが「定期購読する」などの意味を持つ。よってサブスク（定額制）のライブ（中継）ではない。LINE LIVEが「サブスクLIVE」なるサービスを提供したが、これは定額でライブハウスから中継されるライブ配信を楽しめる、同社のサービス名称である。
- 語源：subscribe
- LINE：subsclive

## メリット
定額制のため安価で利用できるサブスクリプションは、新規利用者のハードルが低く、必要なときにサービスや商品を利用できるメリットがある。また事業者・提供者側からみても、購入と比べ一定期間、継続的な売り上げが見込めるなどのメリットがある。

### 消費者メリット
消費者・利用者側から見たメリット。
- 購入よりも安価にサービスや商品を利用できる。
- 初期費用が少ないため、継続利用しやすい。
- 動画や音楽配信サービスはパソコンだけでなく、スマートフォンからでも利用できる。
- 動画の媒体（Blu-ray Disc、DVD）やパッケージを購入・所有する必要がないため、物を増やさずに済む。
- サービス期間はあるが、いつでも解約できる。
- 新しい商品やサービスの提供を受けやすい。

### 事業者メリット
事業者・提供者側から見たメリット。
- 継続的・長期的な売上を見込める。
- 消費者の導入ハードルを下げられるため、新規顧客を獲得しやすい。
- 顧客リストや利用統計データが取れるため、今後の改善に利用できる。
- デジタル、アナログ問わず、様々な業種に導入できる。

## デメリット
サブスクリプション方式はサービスを「利用」するのであり、買い切り型（切り売り型ともいう、CDやDVD、ブルーレイ・USBメモリなどの記録媒体や、インターネットの買い切り型ダウンロード販売など）と異なり、「資産」とはならない。そのため、解約した場合に使用できなくなるだけでなく、契約中であっても提供者側の裁量や、作品の版権（著作権、ライセンス契約など）の都合でサービスの全部または一部の提供が停止され使用できなくなることもある。また、全く使わない月でも月額料金は発生してしまう。

### 消費者デメリット
消費者・利用者側から見たデメリット。
- 利用しなくても、契約期間中は料金が発生する（ただし、買い取りの場合も同様なデメリットがある）。
- 必要としない機能や興味のないコンテンツも含まれる場合がある（買い取りの場合も同様なデメリットがある）。
- 解約後はサービスや商品が利用できなくなり、手元に残らない。
  - 契約期間中であっても一方的に利用できなくなるリスクがある（後述）。
  - PC/スマホ等のソフトウェア類や電子書籍などにおいて、アップデートで対応OSや必須スペックなどが変更された結果、所持している端末で最新バージョンを使用できなくなる一方、買い切り型であれば可能である旧バージョンの継続利用もできなくなる場合がある。(後述)
- トライアル期間が終了すると、自動更新で有料プランに移行することがある。場合によってはトライアルを除いた最低契約期間がある（試用期間が設けられた買い取りでも同様のデメリットがある）。
- 契約は容易だが、解約するには煩雑な手続きを踏む必要もあり、注意を要する（メールなどでの手続きに応じず、郵送による手続が必要なのもある）。
  - 契約窓口はフリーダイヤル。解約窓口は有料のナビダイヤルによる「電話窓口」しかなく、ウェブサイトを介しての申し込みを受け付けないこともある。

### 事業者デメリット
事業者・提供者側から見たデメリット。
- サービス開始当初はユーザー数が少なく、即利益につながらない。
- 定期的に新しいコンテンツを提供、追加していく必要があり、コンテンツの追加を滞るとユーザー離れを起こすおそれがある。
- ユーザーに、すぐに解約される可能性がある
- 最初から、ある程度のリソースやコンテンツ数が必要。
- 導入するための、ツール・ノウハウが必要

### デメリットの事例
コンテンツに何らかの問題（不祥事、著作権侵害、表現規制など）が発生した場合、当該コンテンツの改変・配信中止が行われる場合があり、ユーザーはその際の不利益を一方的に押し付けられる形になる。
- コンピュータ用ソフトウェアの例では、Adobe Creative Cloudの過去のバージョンについては、以前は2012年以降リリースしたバージョン全てが使用できたが、2019年5月に著作権侵害が指摘されたのを機に、最新版と過去の直近1バージョンを除いて提供を停止している。
しかし、ユーザーが敢えて旧バージョンを使い続ける理由の一つとして「PCのスペックとの兼ね合い」が指摘されており、今回の強制アップデートに伴ってユーザーが他のソフトウェアへの乗り換えも検討せざるを得ない事態に追い込まれている[46]。
- また、楽曲聴き放題や動画見放題のサブスクリプションサービスの場合でも、歌手や俳優などの実演家の犯罪その他の不祥事、ならびに契約上の都合[47]により、その楽曲や動画の配信停止の措置が執られることもある。CDやDVD・ブルーレイや、買い切り（切り売り）型ダウンロード販売の場合、購入済みであれば自己の所有物となっているため、それにより影響を受けることはない。しかしサブスクリプションサービスの場合は、ひとたび配信停止となれば視聴は不可能となる[48][49]。

## 用語

### 経常収益
サブスクリプションによる売上を経常収益（英: Recurring revenue, RR）という。サブスクリプションの特徴である継続的・長期的売上を表現するために総売上と区別されている。

## 指標
サブスクリプションビジネスは年単位の長期継続収益によって投資を回収するビジネスモデルである。ゆえに初期の顧客獲得へ大きくコストをかけることが多く、会計期間に基づく収益計算が難しい（CACは販管費で一括費用計上される）。一方でその継続性により収益の予測性は高い。これらの特性に基づいてサブスクリプションビジネスを評価する様々な管理会計指標が提案されている。
- 収益
  - 経常収益
    - 月次経常収益/MRR: 月あたりのサブスクリプション売上高
    - 年次経常収益/ARR: 年あたりのサブスクリプション売上高

  - 総売上
    - ARPU: 期間あたり・ユーザーあたりの総売上高。顧客単価に幅のあるビジネスで利用（例: 携帯電話契約）
    - ARPA: 期間あたり・アカウントあたりの総売上高
- 継続性
  - 解約率（チャーンレート）: 既存ユーザーがサブスクリプションを終了した割合
  - 既存顧客維持率（リテンションレート）: 既存ユーザーがサブスクリプションを継続した割合
- 利益・収益性
  - 顧客生涯価値/LTV: 1人の顧客がサブスクリプション終了するまでに発生させた利益
  - ユニットエコノミクス: 顧客1人に着目したROI (==顧客生涯価値/顧客獲得コスト)